# Arthur Herbert, I conte di Torrington
Arthur Herbert, I conte di Torrington (Inghilterra, 1648 – Inghilterra, 13 aprile 1716), è stato un militare inglese.
Licenziato dai suoi incarichi per ordine di re Giacomo II d'Inghilterra nel 1688 per aver votato il Test Act che impediva ai cattolici di ricoprire incarichi pubblici, fu tra coloro che portarono la Invitation to William al principe d'Orange a Le Hague, da semplice marinaio. Come ricompensa di queste sue azioni venne creato comandante della flotta d'invasione di Guglielmo che sbarcò a Torbay nel Devon il 5 novembre 1688 dando così inizio alla Gloriosa Rivoluzione.

## Biografia

### I primi anni
Figlio di Sir Edward Herbert e di Margaret Smith, figlia di Thomas Smith, Herbert entrò nella Royal Navy nel 1663. Nominato tenente di vascello sulla HMS Defiance prese parte alla Battaglia del giorno di san Giacomo nel luglio del 1666 durante la Seconda guerra anglo-olandese. Promosso capitano di vascello nel 1666, ottenne il comando della HMS Pembroke nell'aprile del 1667, e poi della HMS Constant Warwick nel settembre del 1668 e della HMS Dragon nel maggio del 1672. Ottenne quindi il comando della HMS Dreadnought nella primavera del 1672 e la comandò nella Battaglia di Solebay del maggio del 1672 nel corso della Guerra franco-olandese. Dopo aver preso il comando della HMS Cambridge nell'ottobre del 1673 e venne pesantemente ferito mentre si trovava al comando della sua nave nella Battaglia di Schooneveld nel giugno 1673. Ottenne quindi il comando della HMS Rupert nel febbraio del 1678 e quindi comandò uno squadrone navale per la difesa di Tangeri dai mori nel dicembre del 1679.

### La carriera come ufficiale
Herbert venne nominato Contrammiraglio nel 1683 ed a corte ottenne il titolo di Master of the Robes nel 1685. Questi incarichi giunsero a fruttargli 4000 sterline annue. Ad ogni modo quando re Giacomo II d'Inghilterra gli richiese di non votare il Test Act, che impediva ai cattolici di ricoprire cariche nei pubblici uffici, egli rispose "con onore e coscienza voi non permetterete di privarmi di un tale piacere". Il re replicò: "Nessuno dubita del vostro onore, ma un uomo che agisce come voi fate non può parlare della propria coscienza". A questo rimbrotto (che fu solo l'apice di uno scontro latente per l'amante Catharine Sedley) Herbert replicò: "Ho i miei difetti, signore; ma posso farle i nomi di gente che potrebbero parlarle della mia coscienza meglio di quanto io possa fare, ma che hanno vite più sciatte della mia." Il re lo licenziò immediatamente da tutti i suoi incarichi.
Herbert si portò nei Paesi Bassi nel giugno del 1888, portando la Invitation to William, ed offrendo i suoi servizi a Guglielmo d'Orange all'Aia. Il principe lo nominò comandante in capo della flotta che lo avrebbe di li a poco portato ad invadere l'Inghilterra. Con la Gloriosa Rivoluzione, Herbert divenne Lord High Admiral e, quando tale incarico venne sottoposto ad una commissione, divenne First Lord of the Admiralty e Senior Naval Lord alla Board of Admiralty nel marzo del 1689. Venne elevato nella parìa inglese dal nuovo re Guglielmo III coi titoli di conte di Torrington e barone Herbert di Torbay nel maggio del 1689. Fu il primo, si disse, ad utilizzare il termine "fleet in being". Egli propose uno schema di battaglia che prevedeva l'evitare una battaglia navale se non in condizioni favorevoli, attendendo l'arrivo di rinforzi.
Herbert comandò la flotta anglo-olandese nella Battaglia di Beachy Head nel luglio del 1690, una pesante sconfitta per la flotta alleata, nel corso della Guerra dei Nove anni. Venne imprigionato nella Torre di Londra e venne processato dalla corte marziale inglese per il fallito supporto dei Francesi, ma venne assolto. Ad ogni modo, egli perse la sua posizione di First Lord of the Admiralty, e non prese parte alla vita pubblica del paese. Le voci riportate all'epoca relativamente al fatto che Torrington non fosse un buon comandante militare per le sue abitudini di ubriacarsi e di portare sulla sua barca delle prostitute, non hanno mai trovato evidenza storica. Nel 1696 acquisì Oatlands Park, residenza vendutagli da suo fratello, Sir Edward Herbert, che aveva preferito seguire re Giacomo II in esilio. Morì il 13 aprile 1716, senza aver mai avuto figli dai suoi matrimoni, e come tale i suoi titoli si estinsero con lui. Venne sepolto nell'Abbazia di Westminster.

## Matrimonio e figli
Herbert si sposò due volte, ma non ebbe mai figli:
- La prima moglie fu Anne Hadley, da cui poi si separò;
- La seconda moglie fu Anne Airmine (Lady Crew), già due volte vedova, figlia e coerede di Sir William Airmine, II baronetto.